# Rudolph Lothar
Rudolf Lothar (* 23 de febrer de 1865 a Budapest; † 2 d'octubre de 1943 a Budapest; de nom complet Rudolf Lothar Spitzer, també amb el pseudònim de Rudolph) va ser un escriptor i llibretista austríac. Va fer el llibret de l'òpera Tiefland (Terra Baixa d'Àngel Guimerà)

## Biografia
Lothar va estudiar Dret a Viena, després filosofia i filologia a Jena, Rostock i Heidelberg, on es va graduar el 1890 Més tard, va viure a París durant algun temps, on es va familiaritzar amb Edmond i Jules de Goncourt. 1889-1907 fou becari de la «Neue Freie Presse» a Viena; Entre 1898-1902 va publicar la seva revista setmanal titulada Die Wage. Del 1907 al 1912, Lothar va treballar com a editor a la  Lokalanzeiger  de Berlín. Va viatjar a Suïssa, Itàlia, França, Espanya, Palestina i els EUA. A Berlín es va convertir en membre de la Freimaurerloge masònica de Victoria. A partir de 1933 va treballar com a crític teatral del  New Viennese Journal; després del "Anschluss" d'Àustria de 1938 va fugir a Hongria davant el govern dels nacionalsocialistes. La seva esposa Margit Cassel va sobreviure a Budapest l'Holocaust
Rudolf Lothar va escriure prop de 60 obres de teatre, òpera i opereta i llibrets. Era un amic d'Arthur Schnitzler

## Obres

### Drames
- Der verschleierte König. Drama. 1891
- König Harlekin. Maskenspiel. 1900
- Die drei Grazien. Lustspiel. 1910
- Casanovas Sohn. Lustspiel. 1920
- Der Werwolf. Lustspiel. 1921
- Der gute Europäer. Lustspiel. 1927
- Der Papagei. Lustspiel. 1931
- Besuch aus dem Jenseits. Drama. 1931

### Llibrets
- Tiefland. Musikdrama in einem Vorspiel und 2 Aufzügen. Musik: Eugen d'Albert. UA 15. November 1903 Prag (Neues Deutsches Theater)
- Tragaldabas. Komische Oper in vier Aufzügen von Eugen d'Albert nach einer Vorlage von Auguste Vacquerie. UA am 3. Dezember 1907 am Stadttheater Hamburg.
- Izeÿl. Musikdrama in drei Aufzügen. Musik: Eugen d'Albert. UA 6. November 1909 Stadttheater Hamburg
- Liebesketten. Oper von Eugen d'Albert nach literarischen Vorlage „La filla del mar“ von Àngel Guimerà. UA am 12. November 1912 an der Volksoper Wien
- Der Freikorporal. Heitere Oper in 3 Akten (5 Bildern) (nach Gustav Freytag). Musik: Georg Vollerthun. UA 10. November 1931 Hannover
- Friedemann Bach. Oper in 3 Akten (nach dem gleichnamigen Roman von Albert Emil Brachvogel). Musik: Paul Graener. UA 13. November 1931 Schwerin

### Assaig
- Kritische Studien zur Psychologie der Literatur. 1895
- Das Wiener Burgtheater. Verlag Schuster & Löffler, Berlin 1899
- Die Fahrt ins Blaue. Roman. 1908
- Kurfürstendamm. Roman. 1910
- Der Herr von Berlin. Roman. 1910
- Die Seele Spaniens. 1916
- Die Kunst des Verführens. Ein Handbuch der Liebe. Mit Zeichnungen und Original-Lithographien von Lutz Ehrenberger. 1925